# PowerBook 500シリーズ
|                                 |                                                                   |
| Macintosh PowerBook 500シリーズ |                                                                   |
| メーカー                        | Apple Computer                                                    |
| タイプ                          | 携帯コンピュータ                                                  |
| ポインティングデバイス          | 内蔵トラックパッド                                                |
| 発表                            | 1994年5月                                                         |
| 先行機                          | Macintosh PowerBook 100シリーズ                                   |
| 後継機                          | Macintosh PowerBook 5300シリーズ, Macintosh PowerBook 190シリーズ |

Macintosh PowerBook 500シリーズ（コードネーム Blackbird）は、Apple Computerが1994年5月16日に発表したApple Macintosh PowerBookポータブルコンピュータの製品ラインナップである。ステレオスピーカ、トラックパッド、イーサネットポートを搭載した最初のモデルにあたる。
モトローラの68LC040 CPU（Duo 280と同時）を使用し、CPUドーターカードを使用して後に発売されたPowerPCアーキテクチャにアップグレードすることができる。9.5インチのデュアルスキャンパッシブ・カラー/グレースケールディスプレイを使用する最初のPowerBookシリーズであり、ステレオスピーカを備えた16ビットステレオサウンド、拡張ベイ、PCカード機能、2つのバッテリベイ（スリープ/クロックバッテリを備え、10分以内ならスリープ中にバッテリを交換可能）、F1-F12ファンクションキーを備えたフルサイズのキーボード、外部モニタに接続している間の画面はスリープ状態出来る機能がついている。また、バッテリにはショート防止端子カバーが付いている。 LocalTalk経由でシリアルプリンタまたはネットワークに接続できるシリアルポートを1つ内蔵。 もう1つのネットワーク用端子として（通常はイーサネット）AAUIポートもあった。
PowerBook 500シリーズは、PowerBook 5300シリーズの発表とともに終息した。同時にローエンドとして発表されたPowerBook 190と190cは、唯一68LC040プロセッサを搭載した500シリーズ（16ビットシステムバス）の後継で32ビットシステムバスを備え性能を発揮していた。
540cは、Insanely Great Macintosh（2000年11月の調査）に基づくと、過去2番目に良いPowerBookと評価された。

## 歴史
Macintosh PowerBook 500シリーズは1994年5月16日に発表された。ハイエンドのアクティブマトリックスLCDを搭載したPowerBook 540cと540、パッシブマトリクスLCDを搭載した520cと520が発売された。マーケティングのハイライトの1つは、PowerPCのCPUおよびPCカード (PCMCIA) 拡張へのアップグレードの約束だった。 このモデルの導入は、Appleが68kラインのCPUから新しいPowerPCチップに移行中の時代で、Appleの広告とPowerPC計画は、同社の頭痛の種だった。 その画期的な設計に対する強い需要と、Appleによる、顧客は完全なPowerPCを搭載したPowerBookを待つという誤った市場予測により、発売直後から供給不足が生じた。
半年ほど後、グレースケールTFTディスプレイの540は製品ラインから外され、8MBの追加メモリとモデムはインストールして出荷されるようになり、ハードドライブの容量は160MBと240MBから、320MBと500MBに変更され、インストールされたシステムは漢字Talk 7.1.1から7.5へ変更された。 PCカードケージもリリースされ、Macintoshで初めてPCMCIA機能をラップトップに追加することがでるようになった。

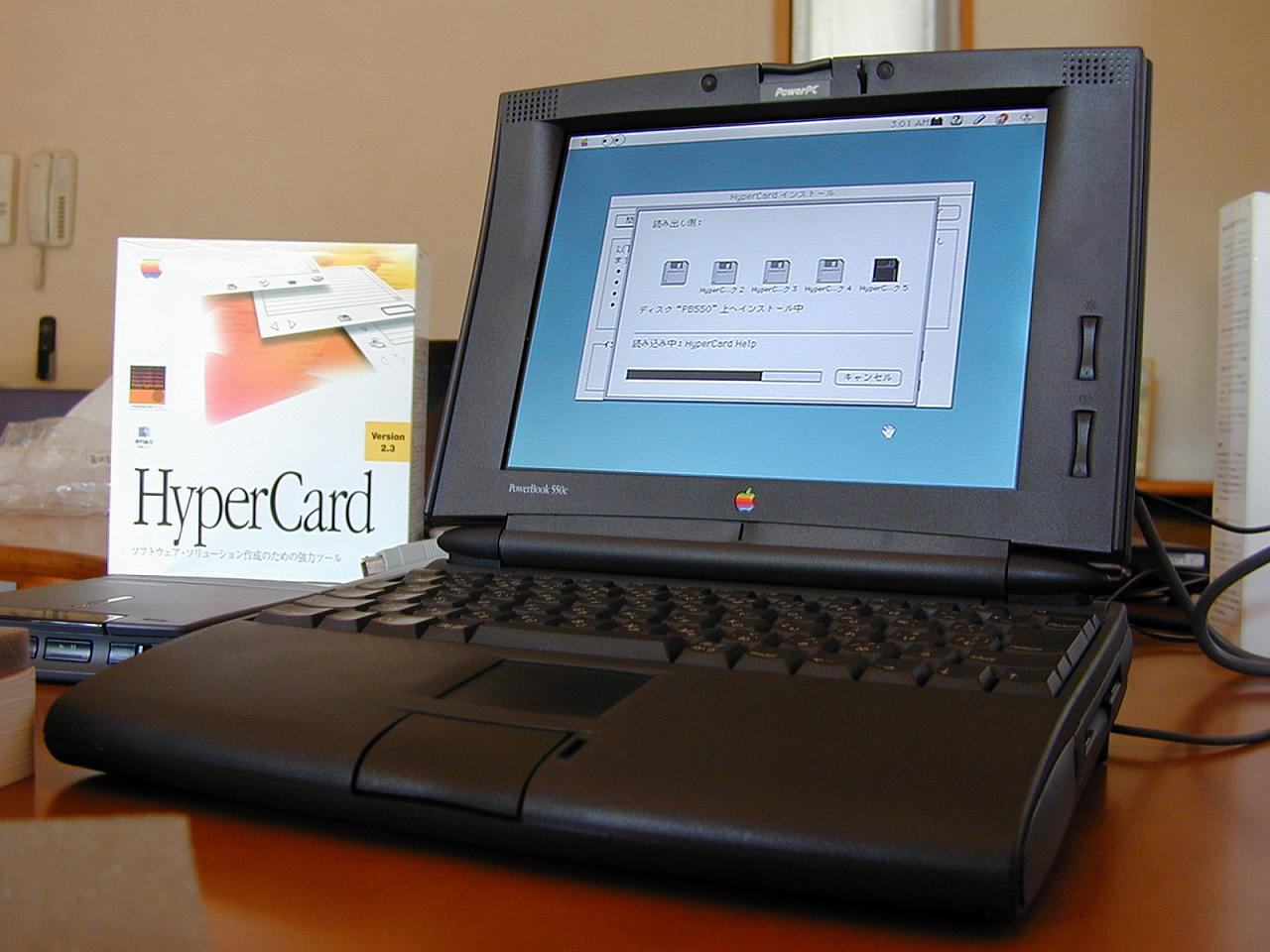
PowerBook 550c

1995年、アップルジャパンはMacintosh PowerBook 550cというモデル名の、より大きなカラーTFTディスプレイ（10.4インチ）、FPUを搭載したCPU 68040、750MBとより大きなハードドライブ、黒い筐体で日本語キーボードの機種を発売した。この機種は、日本でしか販売されず、FCC認定を受けていない。
新しいPowerPCを搭載したPowerBook 5300が遅れることで、PowerPCのアップグレードが要求され、Newer TechnologyはAppleのアップグレードモジュールを最初に生産し、自社ブランドでもアップグレードカードを先に市場に出荷し始めた。Appleの100MHz（実際には、99MHz）の製品に対し、Newer Technologyが117MHz製品を発売した。その後、Newer Technologyは、その製品ラインがAppleにとって問題とされた時には、最速のPowerBook 5300、6800ドルのPowerBook 5300ceを上回る167MHzモデルのPowerPCドーターカードを発表した。
AppleがPowerBook 1400を発表した頃、Newer Technologyは128 KBのL2キャッシュを搭載した183MHzのアップグレードカードを発表し、パフォーマンスのパワーカーブを先に進化させた。Newer Technologyは、コネクタの供給が途絶えた為に183MHzのアップグレードカードを多く生産できないと述べた。

## 業界へのインパクト
PowerBook 500シリーズで、業界初のもの
- 16ビットのステレオサウンド@44.1 kHz（当時代表的なものは、8-bit mono@22 kHz）
- 画面の上両角にあるステレオスピーカ
- AAUI 経由のイーサネット（トランシーバが必要で、UTP又は同軸タイプの接続）;
- 汎用拡張ベイで、多くの種類のデバイスに接続可能(PDS コネクタは、左のバッテリベイ内にある)
- オンボード回路で、電池の状態をモニターする"インテリジェント"なニッケル水素電池
- CPUドーターカード
- トラックパッド

そして、PowerBookとして先駆けて注目された仕様:
- 68LC040（Duo 280と同時期）、68040(日本語モデル)CPU
- PowerPC 603e CPUへのアップグレード
- 9.5インチTFTディスプレイ
- 10.4インチTFTディスプレイ（日本専用の550c）
- デュアルスキャンのパッシブカラーLCDとグレースケールLCD
- CPUドーターカードの初搭載
- 拡張ベイ(PDS コネクタは、左のバッテリーベイ)
- PCMCIAモジュール
- 2つのバッテリベイ（および10分のスリープ/クロックバッテリ）
- フルサイズのキーボードとファンクションキー（F1–F12）;
- 外部モニタに接続している間はスリープ状態が可能に
- バッテリコネクターにカバーが付いている

## エンジニアリング

### 製品バリエーション
PowerBook 500シリーズのBlackbirdプロトタイプの筐体カラーは黒だったが、実際の5つの生産モデルのうちの1機種だけが黒だった。 それは日本でしか販売されなかった550cである。 550cは他の4つの2トーングレーモデルとは異なり、より大きなアクティブマトリクスカラーLCD、日本語キーボードとフル68040プロセッサを含むいくつかの重要な点で異なる。 他のモデルはすべて濃い灰色のトリムを持つチャコールグレーで、さまざまなディスプレイ（アクティブ/パッシブマトリックス、カラーまたはグレースケール）を内蔵し、68LC040プロセッサ（FPUを内蔵しない低コスト版）を使用した。 12個のファンクションキーを備えたフルサイズのキーボードと、解像度640×480のディスプレイが搭載されたことは、シリーズ全体で一貫している。

### オプション内蔵モデム
Global Villageで開発されたモデムは、ユニークな2パート設計であった。 モデムコネクタ付きトランシーバは背面に取り付けられ、モデム自体はCPUドータカードの隣にある。 これはV.32 Turboで、19.2kbit/sの最高速度だが、他のV.32 Turboモデムでは公式の標準がないため、 14.4kbit/sに落ちる。 新しいプリンタ/モデムポートのバグが原因で、ドライバを2.5.5にアップグレードし、GVインストールでセレクタを置き換えなければならなかった。

## 拡張ベイ
PowerBook 500シリーズには、2つのバッテリを同時使用できる機能があり、搭載された2つの充電済みバッテリから4時間の駆動が可能だった。左側のバッテリベイには、カスタムモジュールを取り付けるための内部PDSスロットもあった。多数のプロトタイプが作成されているにもかかわらず、僅か2つの製品だけが市場に出荷された。

### PCMCIAカードケージ
1つはPCMCIAモジュールだった。Rev.A、Rev.B、およびRev.Cという3つのバージョンがある。 Rev.Cでは、PowerBook 500シリーズ販売終了後に開発された技術で、16bit Wi-Fiカードを使用できる。 PCMCIAモジュールのさまざまなリビジョンは、開発中のPCMCIA標準に対応するためにAppleによってリリースされた。 これらのモジュールは見つけるのが難しく、Rev.Cモジュールは特に16ビットWi-Fiカードが動作するため、需要があった。PCカード（PCMCIA）ケージ、16ビット、2タイプI / IIまたは1タイプIIIカード、68000 CPUを使用してPCカードプロトコルをPDSに変換する。

### FPUコプロセッサ
もう1つはFPUのコプロセッサで、PowerBookの68LC040 CPUの欠点を補う製品。Sonnet製のFPUモジュールは、68882 FPUコプロセッサを使用している。

## 生産
30万台しか生産されなかったPowerBook 5300シリーズに対し、PowerBook 500シリーズは合計60万台生産された。

## モデル
|                     | 520                                                                             | 520c                                                                               | 540                                                                             | 540c                                                       | 550c                                                        |
| ------------------- | ------------------------------------------------------------------------------- | ---------------------------------------------------------------------------------- | ------------------------------------------------------------------------------- | ---------------------------------------------------------- | ----------------------------------------------------------- |
| 型番                | M3983J/A                                                                        | M3986J/A                                                                           |                                                                                 | M3382J/A                                                   | M4286J/A                                                    |
| 本体色              | 2トーングレー                                                                   | 2トーングレー                                                                      | 2トーングレー                                                                   | 2トーングレー                                              | グラファイトブラック                                        |
| CPU                 | 68LC040                                                                         | 68LC040                                                                            | 68LC040                                                                         | 68LC040                                                    | 68040                                                       |
| CPU速度             | 25 MHz                                                                          | 25 MHz                                                                             | 33 MHz                                                                          | 33 MHz                                                     | 33 MHz                                                      |
| 内蔵RAM (MiB)       | 4                                                                               | 4                                                                                  | 4                                                                               | 4                                                          | 4                                                           |
| 最大のRAM (MiB)     | 36                                                                              | 36                                                                                 | 36                                                                              | 36                                                         | 36                                                          |
| ハードドライブ (MB) | 160, 240                                                                        | 160,240, 320                                                                       | 240, 320                                                                        | 240, 320, 500                                              | 750                                                         |
| ディスプレイ        | 9.5インチ 16階調のグレイスケール表示 バックライト付きFSTNパッシブマトリクス液晶 | 9.5インチ 256色表示 バックライト付きデュアルスキャン、パッシブマトリクスカラー液晶 | 9.5インチ 64階調のグレイスケール表示 バックライト付きアクティブマトリックス液晶 | 9.5インチ バックライト付きカラーアクティブマトリックス液晶 | 10.4インチ バックライト付きカラーアクティブマトリックス液晶 |
| 解像度/色数         | 640×480/16                                                                      | 640x480/256                                                                        | 640x480/64*                                                                     | 640×480ピクセルで256色、または640×400ピクセルで32,768色**  | 640×480ピクセルで256色、または640×400ピクセルで32,768色**   |
| サイズ              | 厚み：57 mm、幅：292 mm、奥行き：245 mm                                         | 厚み：57 mm、幅：292 mm、奥行き：245 mm                                            | 厚み：57 mm、幅：292 mm、奥行き：245 mm                                         | 厚み：57 mm、幅：292 mm、奥行き：245 mm                    | 厚み：57 mm、幅：292 mm、奥行き：245 mm                     |
| 重さ                | 2.9kg（バッテリ1個装着時）                                                      | 2.9kg（バッテリ1個装着時）                                                         | 3.2 kg（バッテリ2個装着時）                                                     | 3.3 kg（バッテリ2個装着時）                                | 3.1 kg（バッテリ2個装着時）                                 |

#M4880が筐体ファミリーの型番*64階調グレーで設定でき、256階調グレーになる**32,768色640×400、256色で640×480

## 対応ディスプレイ解像度
| * | 周波数   | モニターの型              | 液晶ビット深度          | 外部のビット深度        |
| --- | -------- | ------------------------- | ----------------------- | ----------------------- |
| 512×384 | 60 Hz    | MultiSync                 | n/a                     | 8ビット（256色/グレー） |
| 640×400 | 内蔵液晶 | 15ビット(32,768色/グレー) | n/a                     |                         |
| 640×480 | 67 Hz    | VGA                       | 8ビット（256色/グレー） | 8ビット（256色/グレー） |
| 800×600以上 | 56 Hz    | SVGA                      | n/a                     | 8ビット（256色/グレー） |
| 832×624 | 75 Hz    | MultiSync                 | n/a                     | 8ビット（256色/グレー） |
| 1024×768 | 60 Hz    | XVGA/VESA                 | n/a                     | 4ビット(16色)           |
| この一覧の全ての決議および色に対応します。 |          |                           |                         |                         |
| *アクセス並びに決議されましたのPowerBookにするには、"モニターと音のコントロールパネルおよびリストの決議は、古い"モニター制御"'オプションをクリックする"オプションを一覧です。 |          |                           |                         |                         |

## CPUアップグレードカード
| モデル | Sonnet    | Apple        | NUpowr117                                | NUpowr167                                | NUpowr183                                | NUpowr G3            |
| --- | --------- | ------------ | ---------------------------------------- | ---------------------------------------- | ---------------------------------------- | -------------------- |
| メーカー | Sonnet    | Apple        | Newer Technology                         | Newer Technology                         | Newer Technology                         | Newer Technology     |
| プロセッサー | MC68040   | PowerPC 603e | PowerPC 603e                             | PowerPC 603e                             | PowerPC 603e                             | PowerPC740*          |
| CPU速度 | 66/33 MHz | 99 MHz       | 117 MHz                                  | 167 MHz                                  | 183 MHz                                  | 223 MHz？            |
| L2キャッシュ | なし      | なし         | なし                                     | なし                                     | 128kb                                    | 512kb？              |
| 搭載RAM（MiB） | 4MB       | 8MB          | 0、4、8MB                                | 0または8MB                               | 0または24MB #                            | 24MB? #              |
| 生産量 | 不明      | 6000         | すべての種類のNUpowrバージョンで15,000超 | すべての種類のNUpowrバージョンで15,000超 | すべての種類のNUpowrバージョンで15,000超 | （プロトタイプのみ） |
| 注記 |           | M3081LL/A    |                                          |                                          |                                          |                      |
| #合わせて追加のRAM、モデムの撤去、ドーターカードが必要                                                                        |           |              |                                          |                                          |                                          |                      |
| *PowerPC 740はPowerPC 603eのピンに対応するので、Newer Technologyが試作品製作、NUpowr G3アップグレードカード仕様は推定に基づく |           |              |                                          |                                          |                                          |                      |

## レガシー
ほとんどのラップトップには、グレースケールのディスプレイ、8ビットオーディオ出力モノラルスピーカー、バッテリ寿命が不十分で、一部にはサイドマウントのトラックボールが搭載されていた時代。 多機能AAUIトランシーバを介した内蔵Ethernet、今日のFireWireの先駆けであるSCSIポート、およびADB（USBの先駆け）を使用し、デスクトップMacintoshのすべての機能を搭載していた。
PowerBook 500(アップグレード前のノーマル)では、escキーを押しながら再起動し、マウスカーソルだけが表示された時にH,P,Eを順に押すと隠しクレジットが出現する。

## 参照
- PowerBook